# Kenneth Dahl Knudsen
Kenneth Dahl Knudsen (født 26. juni 1984) er en dansk bassist, komponist, bandleder og adjunkt der i 2019 modtog Nordjyske Kulturpris for sin indsats med at udvikle jazzmiljøet i Aalborg og Nordjylland.

## Karriere
Kenneth Dahl Knudsen bor i og arbejder fra Aalborg. Han besidder en stilling som adjunkt ved Det Jyske Musikkonservatorium, hvor han underviser i bas, entreprenørskab og sammenspil.  Herudover er Knudsen Musical Director for talentudviklingsprojekterne Young Nordic Stars  og Liberty Orchestra.
Knudsen er en aktiv komponist og musiker, og han er bandleder for en række egne projekter. Knudsen har spillet og arbejdet med en række danske og internationale jazzmusikere, herunder John Scofield, Uffe Steen, Aaron Parks, Gilad Hekselman, Dick Oatts, Lingling Yu, Mayank Bedekar, Jonathan Blake, Joel Frahm, Francois Lindemann, Jaleel Shaw, Uri Gurvich, Tomasz Dabrowski og Gauthier Toux.
Knudsen har derudover udviklet værktøjer til at arbejde med komplekse rytmestrukturer, heriblandt The PolyRhythm App  og e-bogen The Rhythm Matrix. 

## Priser og anerkendelse
Knudsen modtog i 2010 prisen som 'Årets Nordjyske Jazznavn' fra Dansk Musiker Forbund og Tversted Jazzy Days.  Sammen med Gauthier Toux Trio har han vundet førstepræmier ved de franske jazzfestivaler La Defense Jazz Festival Competition (2016)  og Jazz à Vienne’s RéZZo Focal (2017). 
I 2019 modtog Kenneth Dahl Knudsen Nordjyske Kulturpris 2019 for sit bidrag til Aalborg og Nordjyllands jazzmiljø . Hans arbejde har handlet om at gøre jazzmusikken tilgængelig for et bredere og yngre publikum, og om at skabe et bæredygtigt musikmiljø som kan fastholde talentfulde musikere i Nordjylland. 
Albumudgivelsen Uummat blev nomineret som Årets Udgivelse ved DMA Jazz 2021.
Albumudgivelsen Space Big Band blev nomineret til bedste jazz/funk udgivelse ved Letlands musikpris Zelta Mikrofons 2022  og som Årets Nye Navn ved DMA Jazz 2022.
Albumudgivelsen Liberty Orchestra #1 blev nomineret som Årets Jazzudgivelse ved DMA Jazz 2023.

## Diskografi

### Som bandleder
- Strings Attached (Gateway Music, 2010)
- Clockstopper (LongLife Records, 2012)
- We'll Meet In The Rain (Two Rivers Records, 2016)
- Tété (Gateway Music, 2018)
- Uummat (KDK Music, 2020)
- Space Big Band (Co-leader med Toms Rudzinskis, Double Moon Records, 2021)
- Atlas (KDK Music, 2022)
- Liberty Orchestra #1 (KDK Music, 2023)
- Med Kemaca Kinetic: Zukunft (Berthold Records, 2023)
- Gloomers (KDK Music, 2024)[15]

### Som bandmedlem
- Med Eyal Lovett: Let Go (Oye Records, 2014)
- Med Ingrid Halle: Minnene (Gateway Music, 2016)
- Med Gauthier Toux Trio: Unexpected Things (노매드뮤직, 2016)
- Med Deniss Pashkevich & Christian Frank: Yours Faithfully (Riga Room Records, 2016)
- Med Gauthier Toux Trio: The Colours You See (Naim Records, 2018)
- Med Sebastian Peszko: Toccata in C-Clef (Sebastian Peszko, 2018)
- Med World Citizen Band: View of Tomorrow (World Citizen Band, 2019)
- Med World Citizen Band: Antares (KDK Music, 2023)